# کلمنس دین
کلمنس دین (انگلیسی: Clemence Dane؛ ۲۱ فوریه ۱۸۸۸ – ۲۸ مارس ۱۹۶۵) یک فیلم‌نامه‌نویس و پدیدآور اهل بریتانیا بود.
وی فیلم‌نامه‌نویس فیلم‌هایی همچون قتل! و کاملاً غریبه بوده است. دین همچنین برنده جایزه اسکار بهترین فیلم‌نامه برای فیلم کاملاً غریبه در سال ۱۹۴۶ شده است.